# Prechtaler Schanze-Ecklesberg
Das Naturschutzgebiet Prechtaler Schanze-Ecklesberg liegt auf dem Gebiet der Stadt Elzach im Landkreis Emmendingen in Baden-Württemberg.
Das Gebiet erstreckt sich nordöstlich der Kernstadt Elzach und östlich von Oberprechtal, einem Stadtteil von Elzach, zu beiden Seiten der Elz und der Landesstraße L 109. Westlich verläuft die L 107 und östlich die B 33.

## Bedeutung
Für Elzach ist seit dem 10. Oktober 1997 ein 230,2 ha großes Gebiet unter der Kenn-Nummer 3.236 als Naturschutzgebiet ausgewiesen. Es handelt sich um ein „bäuerlich geprägtes, reich strukturiertes Landschaftsmosaik mit typischen Vegetationseinheiten der ehemaligen Reutbergwirtschaft und anderer historischer Nutzungsformen mit Besenginsterweiden, Magerwiesen, Feuchtwiesen, Niedermooren, ehemaligen Niederwäldern sowie weiteren Waldtypen.“ Es wird „extensive Weide- und Wiesennutzung“ betrieben. Das Gebiet ist ein „Lebensraum für eine Vielzahl gefährdeter, z. T. vom Aussterben bedrohter Tier- und Pflanzenarten.“